# ミレニアム級

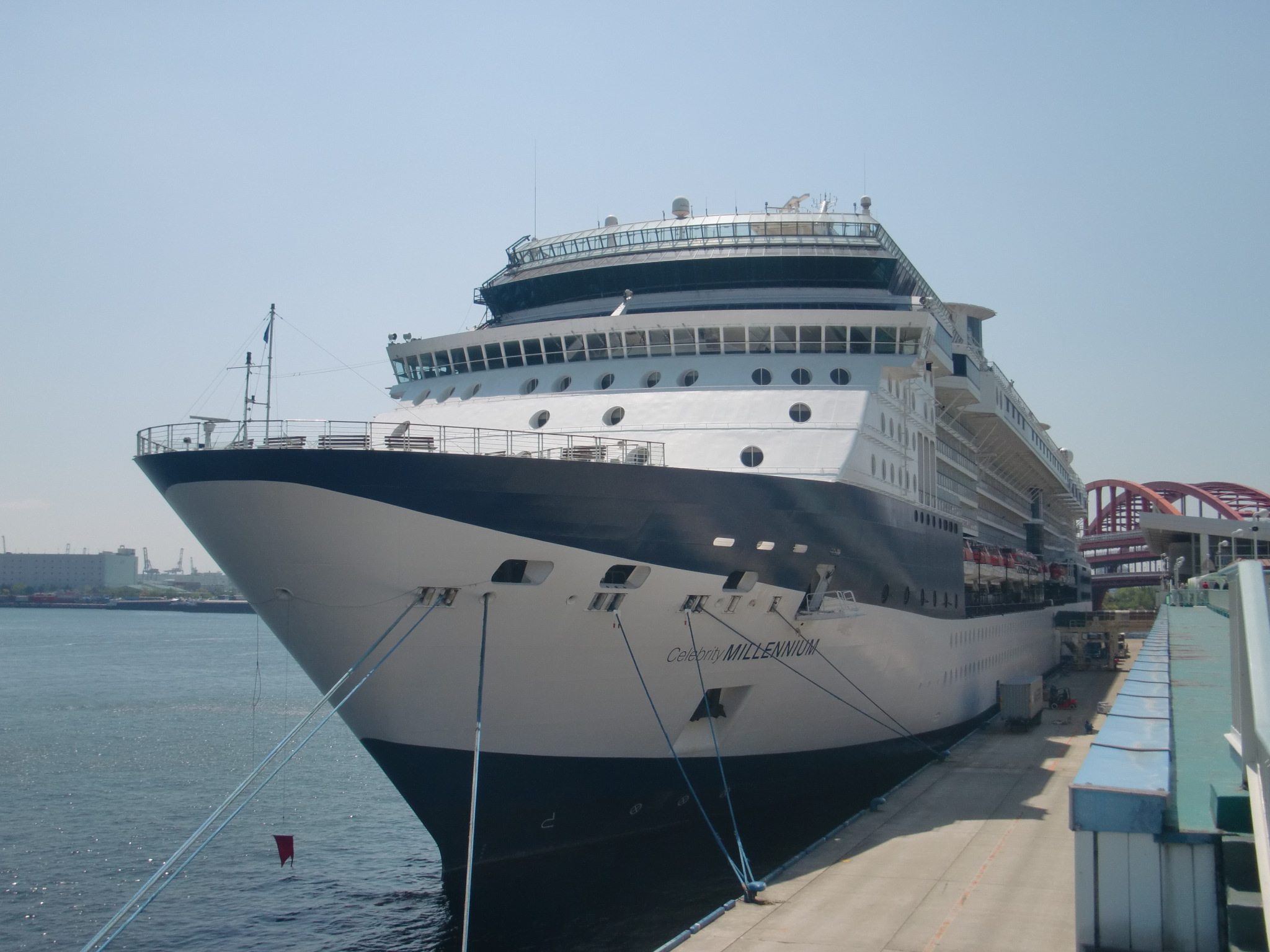
セレブリティ・ミレニアム（神戸港・ポートターミナルに寄港、2013年4月28日）

ミレニアム級（ミレニアムクラス、Millennium-class）はセレブリティ・クルーズが保有するクルーズ客船のクラスである。1999年から2002年にかけて、ミレニアム(GTS Millennium)、インフィニティ(GTS Infinity)、サミット(GTS Summit)、コンステレーション(GTS Constellation)の4隻が建造された。2000年に就航した一番船のミレニアムがクラス名となっている。全長294m、総トン数は船により異なるもののほぼ91000GT（グロストン）である。

## 特徴
ミレニアムクラスは、パナマ運河を通航可能なパナマックスタイプの客船である。1997年にセレブリティ・クルーズが買収されたことによりグループ会社となったロイヤル・カリビアン・インターナショナル(RCI)のレディアンスクラス(Radiance class)と、同等のサイズ・技術で建造された。設計はジョン・バネンバーグ(Jon Bannenberg、1929–2002)による。
セレブリティ・ミレニアムは世界で初めてクルーズ船としてガスタービンを動力とした。ガスタービン2軸と排熱を利用する蒸気タービン1軸で発電する出力59MW（ガスタービン50MW、蒸気タービン9MW）のコンバインドサイクルにより2基のポッド推進器を駆動するCOGES(COmbined Gas turbine Electric and Steam)と呼ばれる電気推進システムである。そのため船名にはMSではなくGTSが付加される。大気中に放出される有害物質の削減やエンジンスペースの縮小、騒音の低減、メンテナンスが容易であることがメリットとしてあげられる。小型の航空転用ガスタービンGE LM2500+を用いることでディーゼルエンジンによる電気推進方式より客室を50室増やすことができたという。2007年以降、燃料費用削減と環境影響低減を図るため、船内ベースロード電源として電気出力11.2MW、16気筒のヴァルチラ製ディーゼルエンジン(Wärtsilä 38)がミレニアムクラス4隻に順次追加搭載された。このディーゼルエンジンは、同時にロイヤル・カリビアン・インターナショナル(RCI)のレディアンスクラス(Radiance class)4隻にも適用されている。

## 船内設備

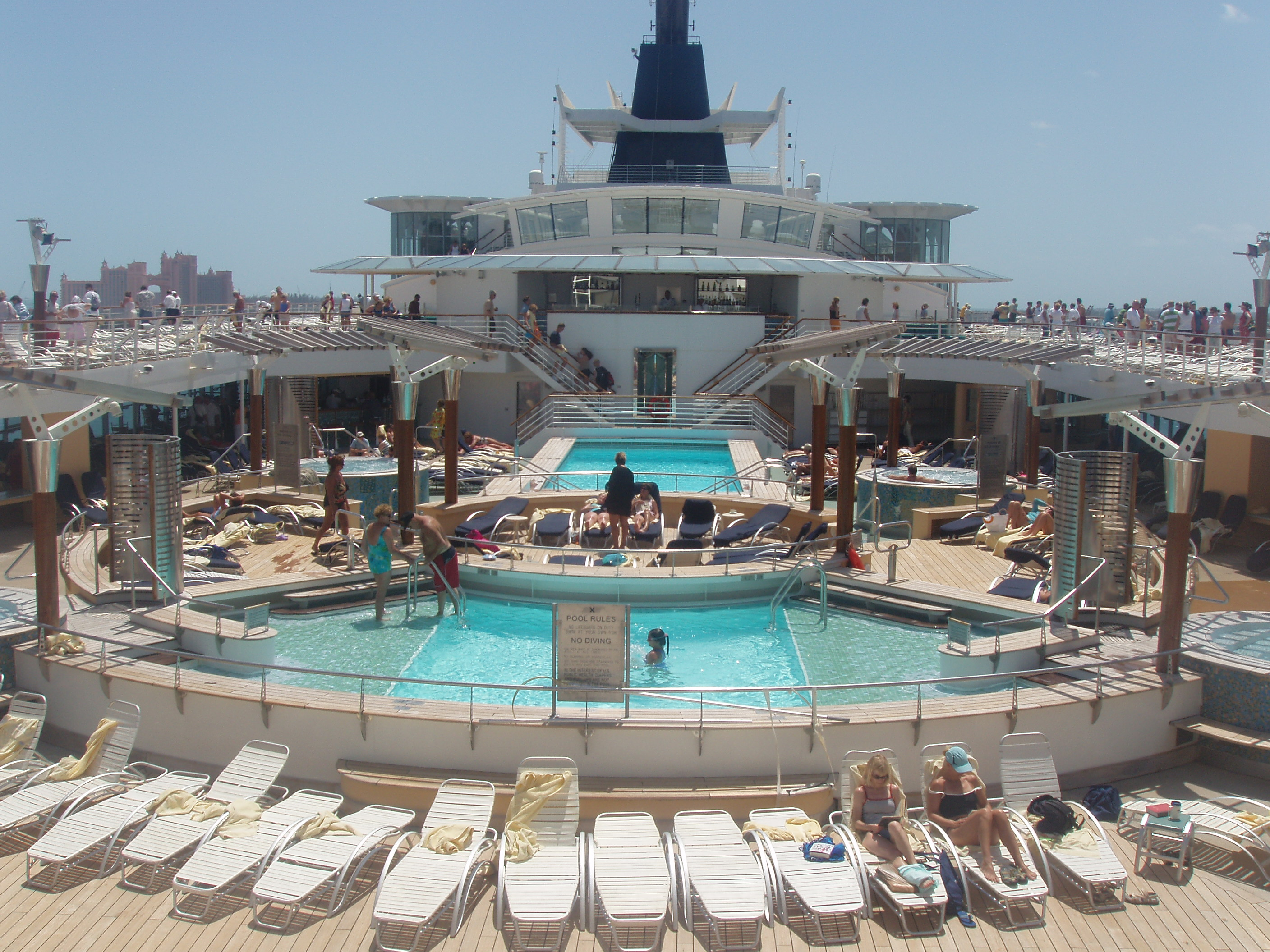
プール（セレブリティ・ミレニアム）

配置概要
乗客が利用できるデッキは11層(デッキ2～12)ある。公室（パブリックエリア）はデッキ4～5と10～12に広く確保され、デッキ2～3にはベランダの無い客室、デッキ6～9、11にベランダ付き客室がある。デッキ3の船首側には3層を使用するシアター、中央には同じく3層吹き抜けのホワイエがあり、左舷側は展望エレベーター、右舷側には客室やバーがある。デッキ6のホワイエの上はインターネットラウンジである。メインダイニングは船尾側デッキ4～5、デッキ10にビュッフェレストランがある。クルーズ客船の典型的な配置としてデッキ10中央にオープンエアのプールがある。

レストラン
最上階のバイキング形式のレストランはメインのレーンが二つある他、アイスクリームバーや三つのレーンがあって、三つの方は時間帯に合わせてメニューが変わる。そのレーンで食べられるものは朝はオムレツやワッフル、昼以降はスパゲッティやピザ、サンドィッチなどで夜にはスシバーがオープンする。なお、夕食もここで摂ることが可能だがチップ代として5ドルが必要になる。いずれにせよ広いので注意。また、水や紅茶、コーヒーなどが自由に飲める。
メインとバッフェの他にフルコースとワインコレクションが楽しめるサブレストランが設置されている。セレブリティ・ミレニアム船内の「ザ・オリンピック」の他、他の3隻も遠洋航海の客船をモチーフとした内装がなされている。予約制でテーブル代が必要。
プールサイドにハンバーガーやホットドッグが食べられるスペースが用意されている。
ミラノに本店があるコヴァ・カフェが出店しており、カプチーノやエスプレッソなども楽しめる。
客室
客室は内側・海側・ベランダ付きスタンダードの各種とベランダ付きのファミリー客室とスィート各種でバラエティに富んでいる。基本的にはセンチュリー級の構成をベースとしているが、総トン数が増えているのでベランダ付きの客室が多くなっている。
標準的な客室は広さが18平方メートル(ベランダ4平方メートル)ほどでベッド、ソファ、テーブル、テレビ、ロッカーといった基本的な設備の他に金庫や冷蔵庫も用意されている。バスタブこそついてはいないが居住性は充分といったところ。ただし、テーブルに引き出しがついていないのは不便である。
最上級ともなれば広さは室内で133平方メートル、バルコニーで108平方メートルもあり、ベッドルームとリビングルームは分離しているのは当然のこと。ベランダにジャグジーが設置されていたり、オーディオ設備が充実していたりと至れりつくせりである。
バトラーはスィート以上からつく。また、コンシェルジェクラスといって広さはスタンダードレベルではあるがウェルカムシャンパンが用意されていたりとか、優先的に乗下船させてくれるといった特別なサービスをしてくれるクラスもある。
その他
花屋がある。
ショップはブランド物が中心。富士フイルムと提携していて高性能のデジタルカメラが船上で買える。また、コンピューター関係も細かいものであれば入手可能。

## 諸元

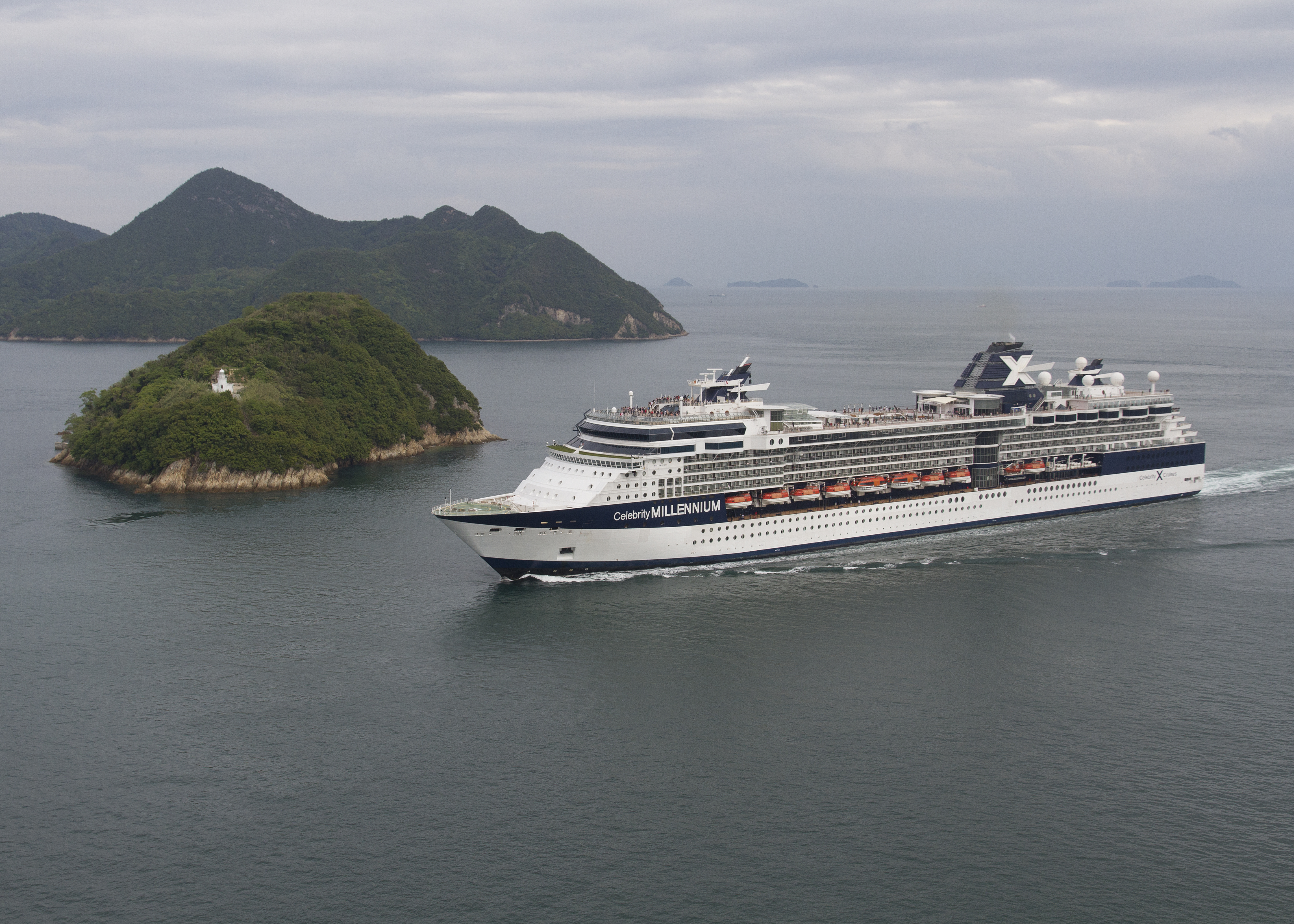
来島海峡を航行するセレブリティ・ミレニアム

- 総トン数:91000トン
- 全長:294メートル
- 全幅:32.2メートル
- デッキ:11
- スピード:24ノット
- 乗客数:1950人
- 船員数:999人
- 船籍:バハマ

## 同型船
- セレブリティ・ミレニアム（英語版）
- セレブリティ・インフィニティ（英語版）
- セレブリティ・サミット（英語版）
- セレブリティ・コンステレーション（英語版）

## ギャラリー

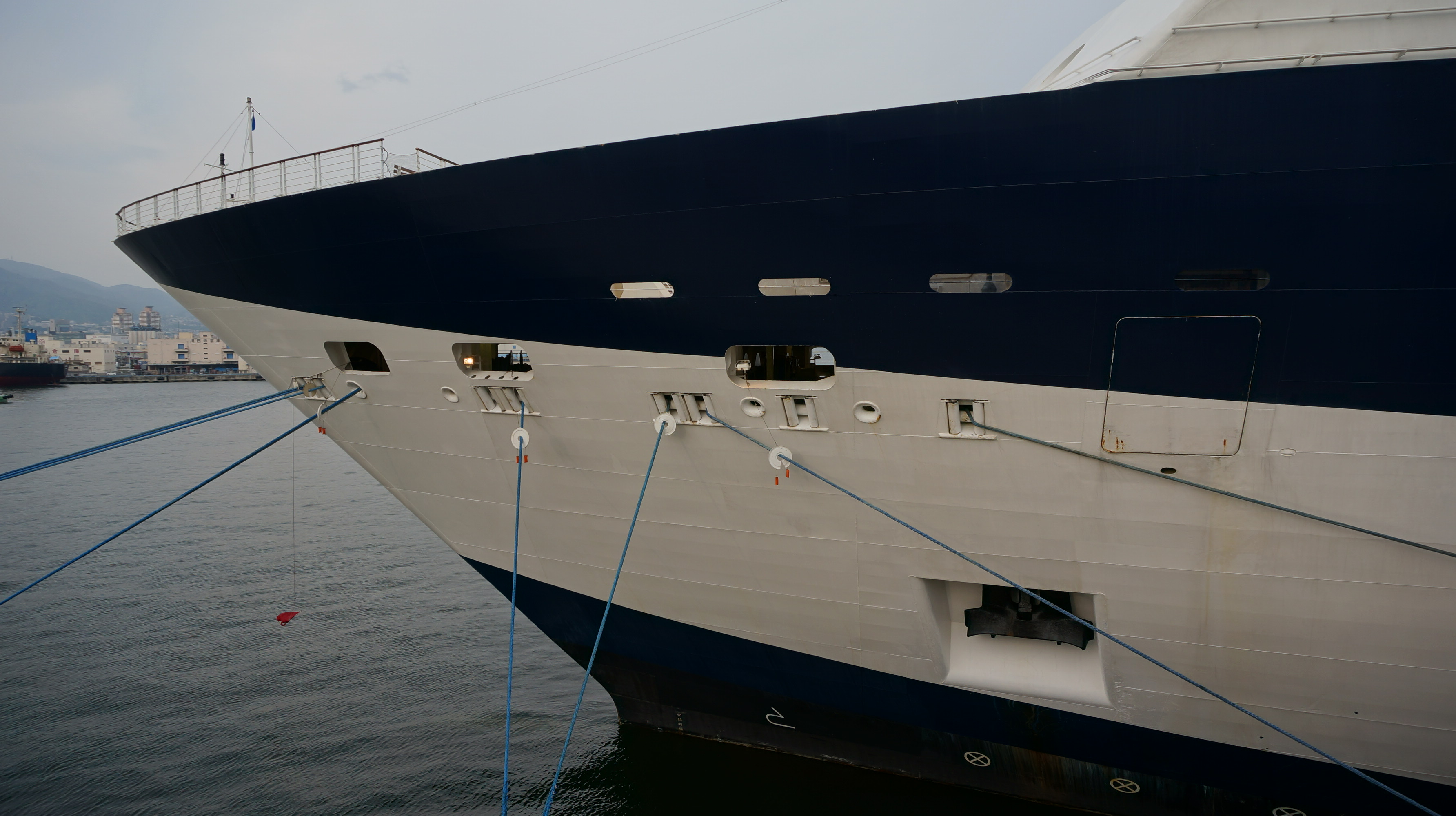
セレブリティ・ミレニアム：船首。喫水線すぐ上のマークはバルバスバウと３つのバウスラスタがあることを示している。
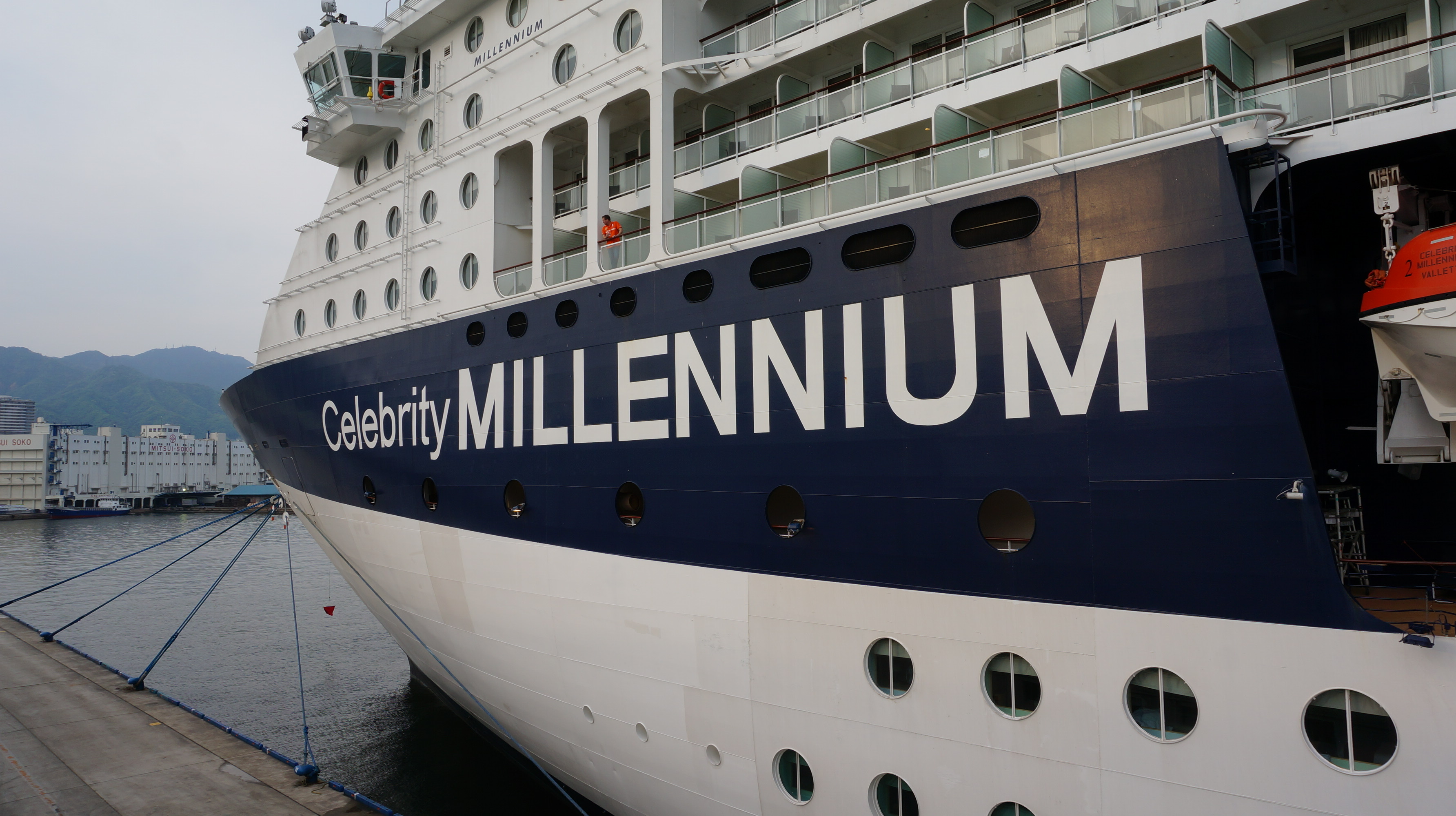
セレブリティ・ミレニアム：後方から見たブリッジウイング
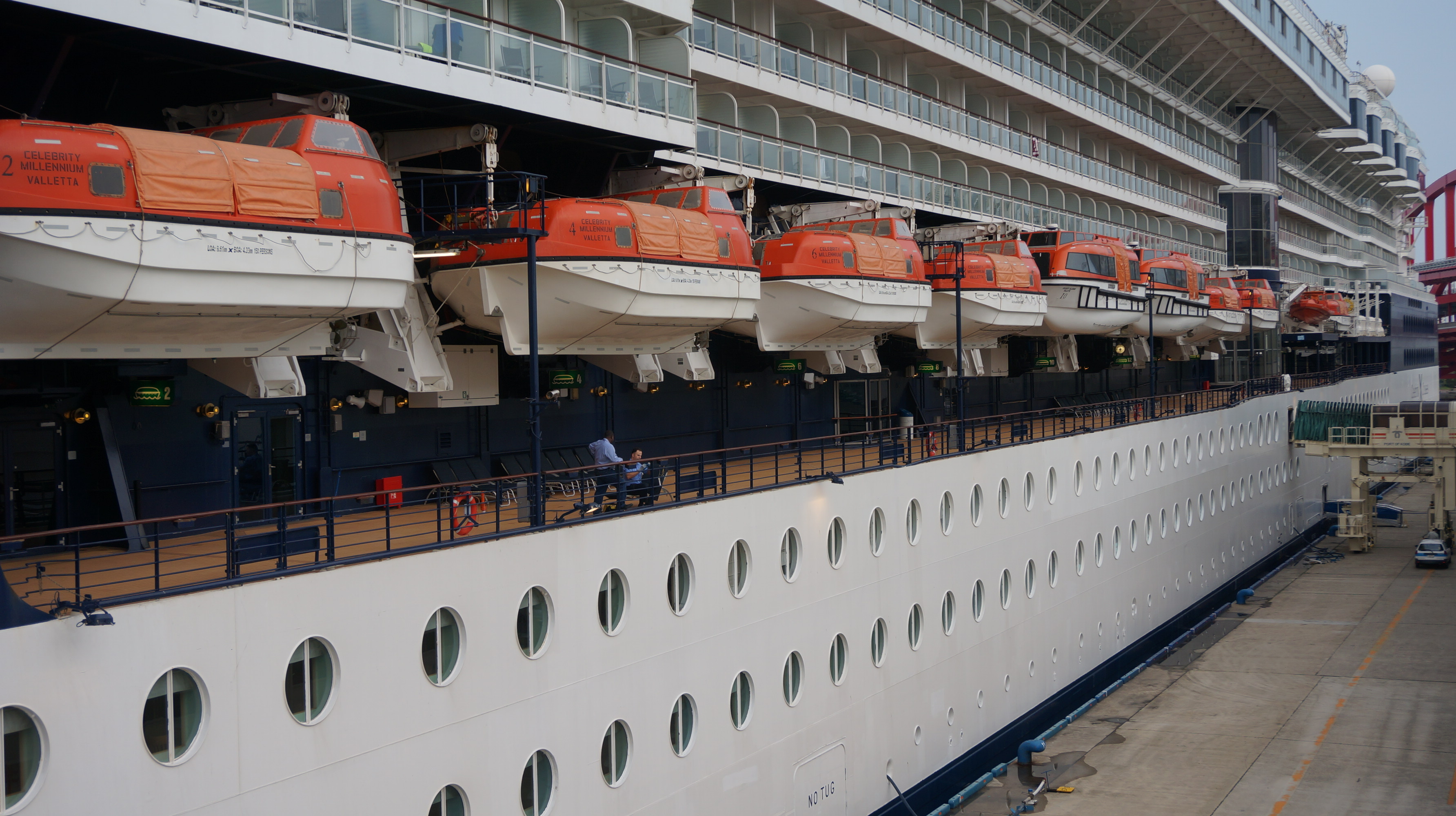
セレブリティ・ミレニアム：左舷ライフボート
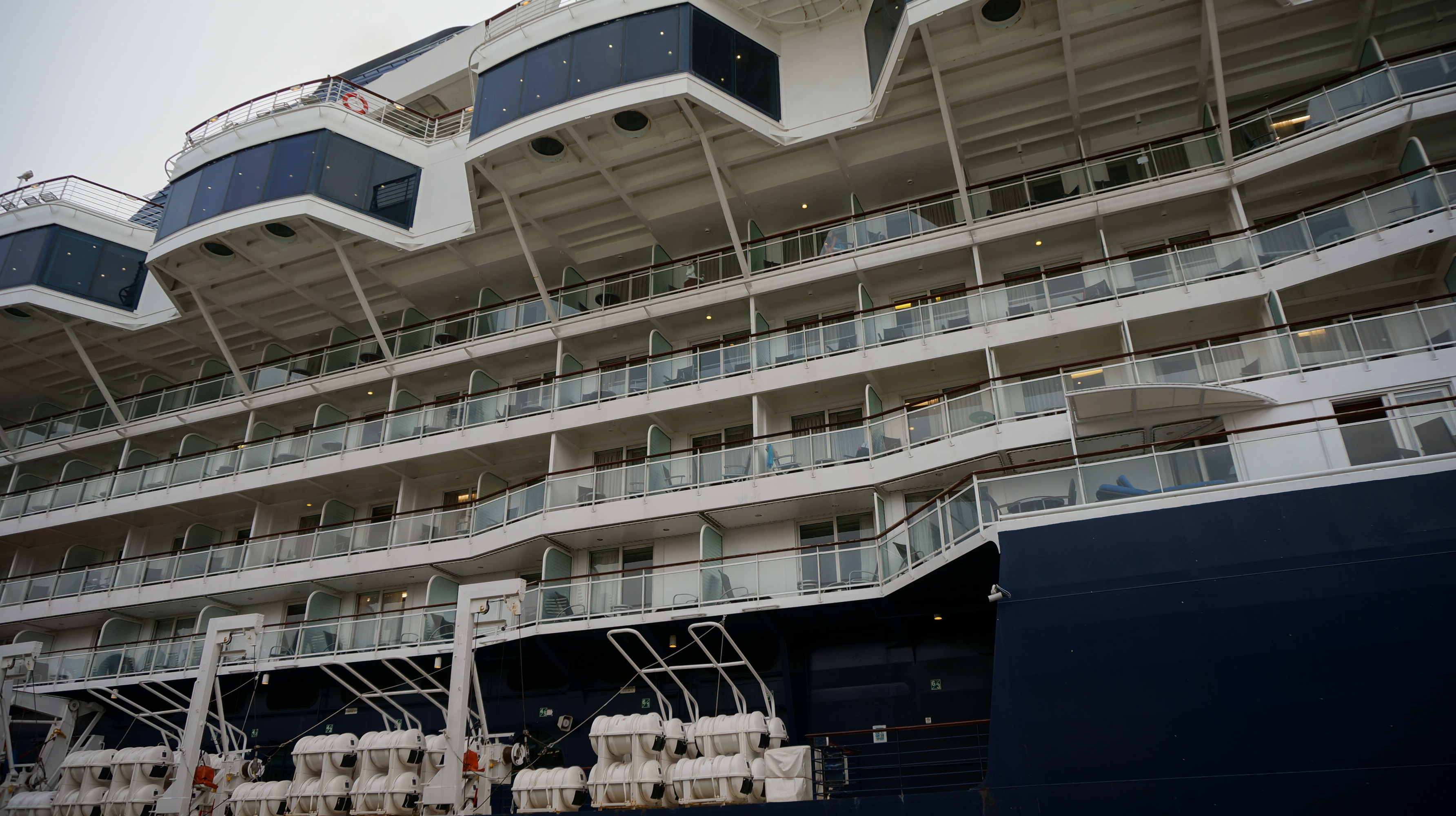
セレブリティ・ミレニアム：ベランダ付き客室
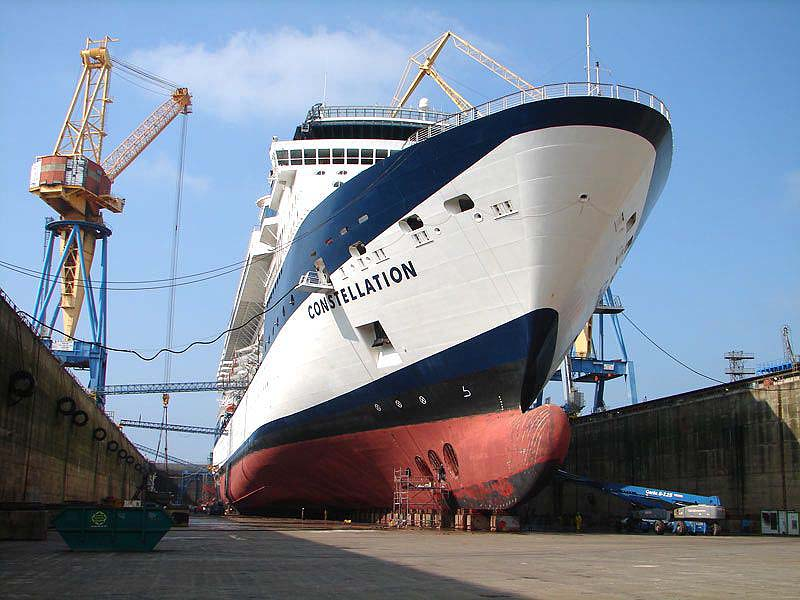
ドライドックに入っているセレブリティ・コンステレーション
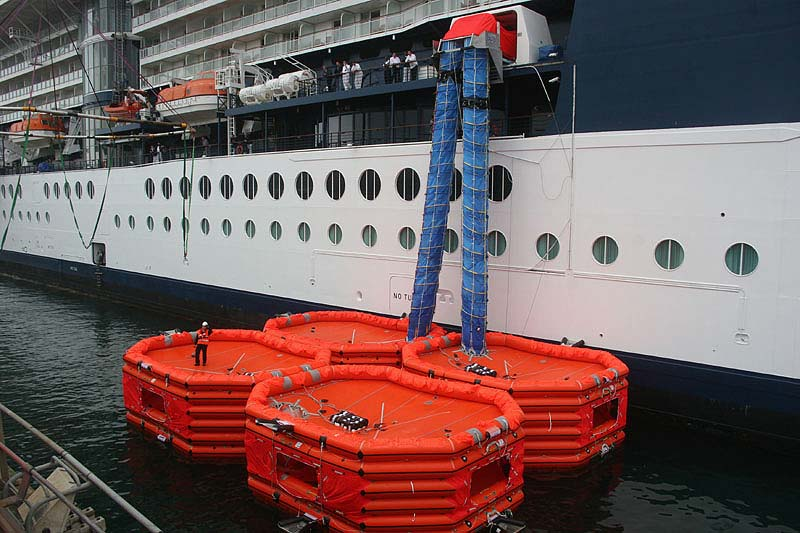
セレブリティ・コンステレーション：ライフボートのテスト